# Силабічне віршування
Силабі́чне віршува́ння (грец. syllábe — склад) — система віршування, в основу якої покладена рівна кількість складів  при невпорядкованому вільному розташуванні наголошених та ненаголошених.
Українське силабічне віршування в 16-19 ст. часто також характеризується парним римуванням, переважно парокситонним - метричною константою, тобто коли наголос завжди припадає на один і той же склад (як зазначалось - передостанній) кожного рядка; характерною ознакою довгих силабічних розмірів (зазвичай, від 10 складів і довших, хоча нерідко і в 8- чи 9-складовому вірші) є цезура, котра ділить віршовий рядок на два (інколи на 3) більш-менш симетричні відрізки:
Начебто спи́си, // колосся по по́лю,

Люди коло́сся // стинають без болю
— Лазар Баранович, переклад з польської Ольги Крекотень.
В літературознавстві досить поширеною є думка, що силабічне віршування притаманне поезії, що базується на мові з постійним наголосом у словах на останньому (французька) чи передостанньому (польська) складі. В їх межах він не має смислорозрізнювального значення, його переміщення відбувається у вигляді одного і того ж розміру. Це спостерігається у французькій, польській, турецькі, сербській, вірменській та інших версифікаціях. Ця теза є сумнівною, оскільки силабічне віршування поширене в багатьох мовах і з рухомим наголосом, в яких він може відігравати також і смислорозрізнювальну функцію. Це, наприклад, італійська поезія. Також, попри рухомий і смислорозрізнювальний наголос в українській мові, силабічне віршування впродовж більш як 2-х століть (70-ті роки ХVI - кінець ХVIІІІ) було панівним в українській поезії, зберігало помітні позиції впродовж більшої частини ХІХ ст. (особливо у творчості Т. Шевченка та інших поетів-романтиків).
Ймовірно, що український силабічний вірш з'явився й розвинувся під впливом польського віршування не пізніше 70-х років ХVI ст., знайшовши тут зустрічні течії фольклорного походження. При певному пануванні парокситонної рими у творчості тогочасних українських поетів (Данило Братковський, Лазар Баранович, Софроній Почаський, Климентій Зіновіїв, Семен Дівович та інші) вживалися вірші з окситонним римуванням (з наголосом на останньому складі), не властивим польській поезії (І. Максимович, «Алфавіт зібраний, римами складений»), траплялися дактилічні закінчення.
Після впровадження І.Котляревським силабо-тонічного віршування в українській поезії (поема "Енеїда"), силабічне віршування опинилося на другорядних, хоч і все ще досить сильних позиціях. Значній частині текстів Т.Шевченка та українських поетів-романтиків притаманна саме силабічна будова.
Силабічна система прищеплювалася і російському віршуванню завдяки вихованцям та викладачам Києво-Могилянської академії (Симеон Полоцький, Феофан Прокопович та інші.), але контрастувала з природним для російської мови райошником та іншими формами акцентного вірша, видавалася дещо «штучною».  Тому реформа Тредіаковського-Ломоносова (30-ті роки 18 ст.), на основі якої розвинулася російська силабо-тоніка, спиралася на власні мовні закономірності, випливала із потреб російської поезії.